# Hilsprich
Hilsprich é uma comuna francesa na região administrativa de Grande Leste, no departamento de Mosela. Estende-se por uma área de 10,34 km². Em 2010 a comuna tinha 861 habitantes (densidade: 83,3 hab./km²).